# Londa
Londa és un comune (municipi) de la ciutat metropolitana de Florència, a la regió italiana de la Toscana, amb una població de 1.895 habitants l'1 de gener de 2018.
Limita amb els municipis de Dicomano, Pratovecchio, Rufina, San Godenzo i Stia.
El topònim es registra per primera vegada en un document de 1028 com Unda , que significa "onada" i al·ludeix al torrent on es troba. L'ona apareix a l'escut municipal.